# Hemeroblemma helima
Hemeroblemma helima är en fjärilsart som beskrevs av Stoll 1780. Hemeroblemma helima ingår i släktet Hemeroblemma och familjen nattflyn. Inga underarter finns listade i Catalogue of Life.

## Bildgalleri

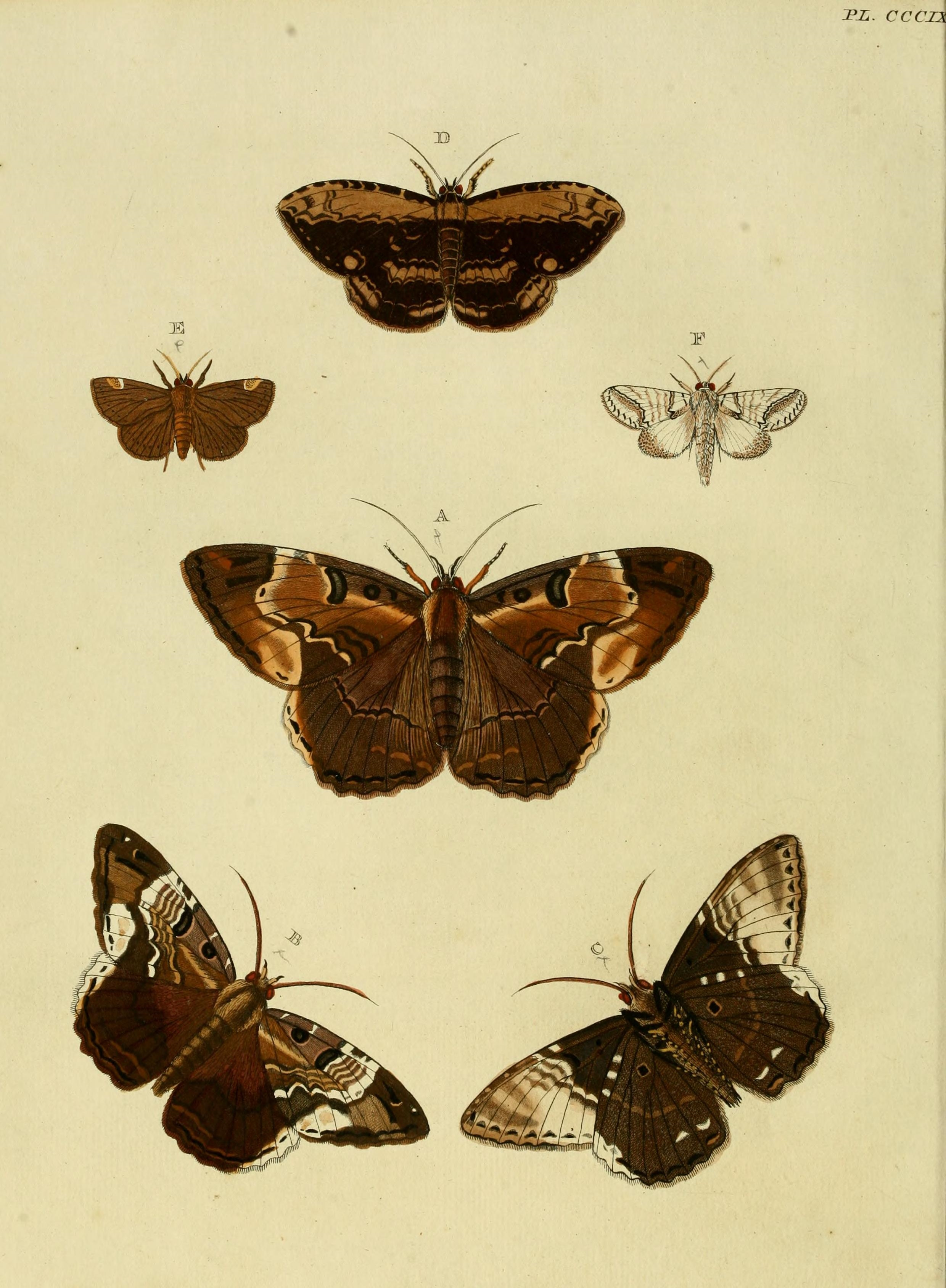